# Юйшу (місто, Цинхай)
Юйшу (кит. спр. 楚雄市, піньїнь: Yùshù Shì, тиб. ཡུལ་ཤུལ་གྲོང་ཁྱེར།) — місто-повіт в китайській провінції Цінхай, адміністративний центр Юйшу-Тибетської автономної префектури.

## Географія
Юйшу лежить на північному сході Тибетського нагір'я на висоті понад 3600 метрів над рівнем моря, північно-східна адміністративна межа міста проходить правим берегом річки Тунтянь, котра переходить в річку Цзіньша.

### Клімат
Місто знаходиться у зоні так званої «гірської тундри», котра характеризується кліматом арктичних пустель. Найтепліший місяць — липень із середньою температурою 13,3 °C. Найхолодніший місяць — січень, із середньою температурою -6,8 °С.
| Клімат Юйшу             | Клімат Юйшу | Клімат Юйшу | Клімат Юйшу | Клімат Юйшу | Клімат Юйшу | Клімат Юйшу | Клімат Юйшу | Клімат Юйшу | Клімат Юйшу | Клімат Юйшу | Клімат Юйшу | Клімат Юйшу | Клімат Юйшу |
| Показник                | Січ.        | Лют.        | Бер.        | Квіт.       | Трав.       | Черв.       | Лип.        | Серп.       | Вер.        | Жовт.       | Лист.       | Груд.       | Рік         |
| Середній максимум, °C   | 2,7         | 4,8         | 8,8         | 12,5        | 16          | 18,7        | 20,7        | 20,4        | 17,7        | 12,6        | 7,3         | 3,6         | 12,2        |
| Середня температура, °C | −6,8        | −3,9        | 0,5         | 4,3         | 8,2         | 11,5        | 13,3        | 12,5        | 9,6         | 4,2         | −2,2        | −6,2        | 3,8         |
| Середній мінімум, °C    | −14,2       | −10,9       | −6,1        | −2,3        | 1,9         | 6           | 7,6         | 6,6         | 4,2         | −1,5        | −8,9        | −13,6       | −2,6        |
| Норма опадів, мм        | 3.7         | 4.4         | 8.9         | 16.4        | 54.7        | 98.9        | 97.6        | 87.7        | 72.9        | 30.8        | 3.5         | 2.1         | 481.6       |
| Вологість повітря, %    | 41          | 39          | 40          | 46          | 55          | 64          | 66          | 66          | 68          | 62          | 48          | 42          | 53.1        |
| ----------------------- | ----------- | ----------- | ----------- | ----------- | ----------- | ----------- | ----------- | ----------- | ----------- | ----------- | ----------- | ----------- | ----------- |
| Джерело: data.cma.cn    |             |             |             |             |             |             |             |             |             |             |             |             |             |